# Charles Pasqua
Charles Pasqua (Grasse, Alpes Marítimos, 18 de abril de 1927 – Suresnes, 29 de junho de 2015) foi um empresário e político gaulista francês, filiado no então existente RPR.

## Carreira
Charles Pasqua foi ministro do Interior entre 1986 e 1988, no governo de coabitação de Jacques Chirac, e também de 1993 a 1995, no governo de Édouard Balladur. Foi eleito deputado pela UDR em 1968. É considerado como mentor político de Chirac. Todavia, rompeu com Chirac por alturas das eleições presidenciais de 1995.
Presidente do Conselho-Geral do departamento Hauts-de-Seine de 1988 a 2004. Presidente da União para a Europa das Nações no Parlamento Europeu entre 1999 e 2004,foi reeleito senador por Hauts-de-Seine em 2004 na lista do partido UMP (sucessor do RPR), função que já havia desempenhado entre 1977 e 1986, entre 1988 e 1993, e entre 1995 e 1999.
Em 2013, Pasqua foi condenado a dois anos de prisão com pena suspensa. A condenação deveu-se a um caso de desvio de fundos ligado a um projecto para criar uma fundação artística. Pasqua terá de pagar ainda uma multa de 150 mil euros e dois anos de ilegibilidade. Pasqua foi dirigente de uma associação na Ile-Saint-Germain, que devia ter construído um museu em troca de uma doação de 192 obras de arte do coleccionador Jean Hamon, mas o museu nunca saiu do papel.